# Chaetostricha thanatophora
Chaetostricha thanatophora is een vliesvleugelig insect uit de familie Trichogrammatidae. De wetenschappelijke naam is voor het eerst geldig gepubliceerd in 1990 door Pinto.